# Philippe Monnier (scrittore)

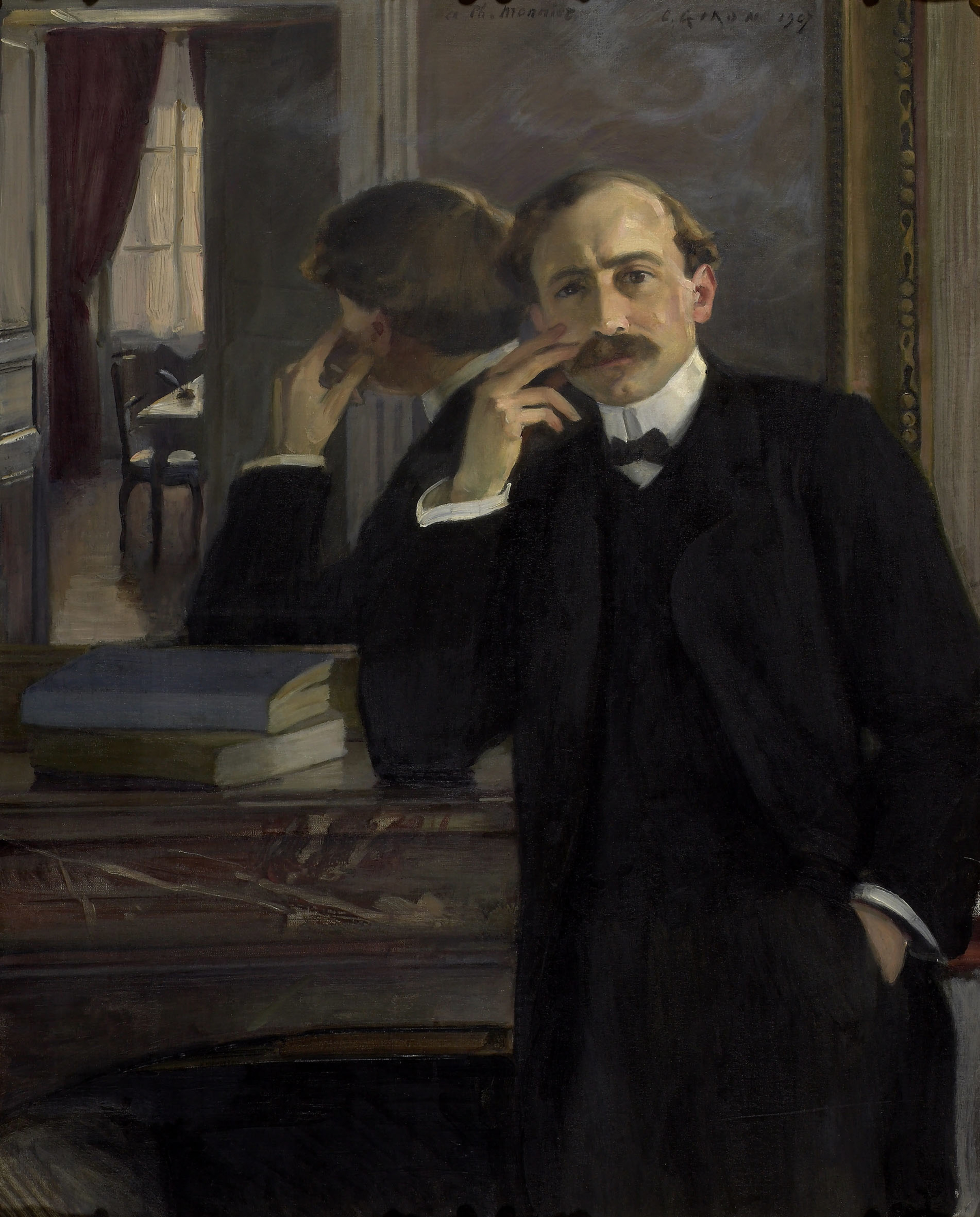

Philippe Monnier (Ginevra, 2 novembre 1864 – Plainpalais, 21 luglio 1911) è stato uno scrittore svizzero di lingua francese.

## Biografia

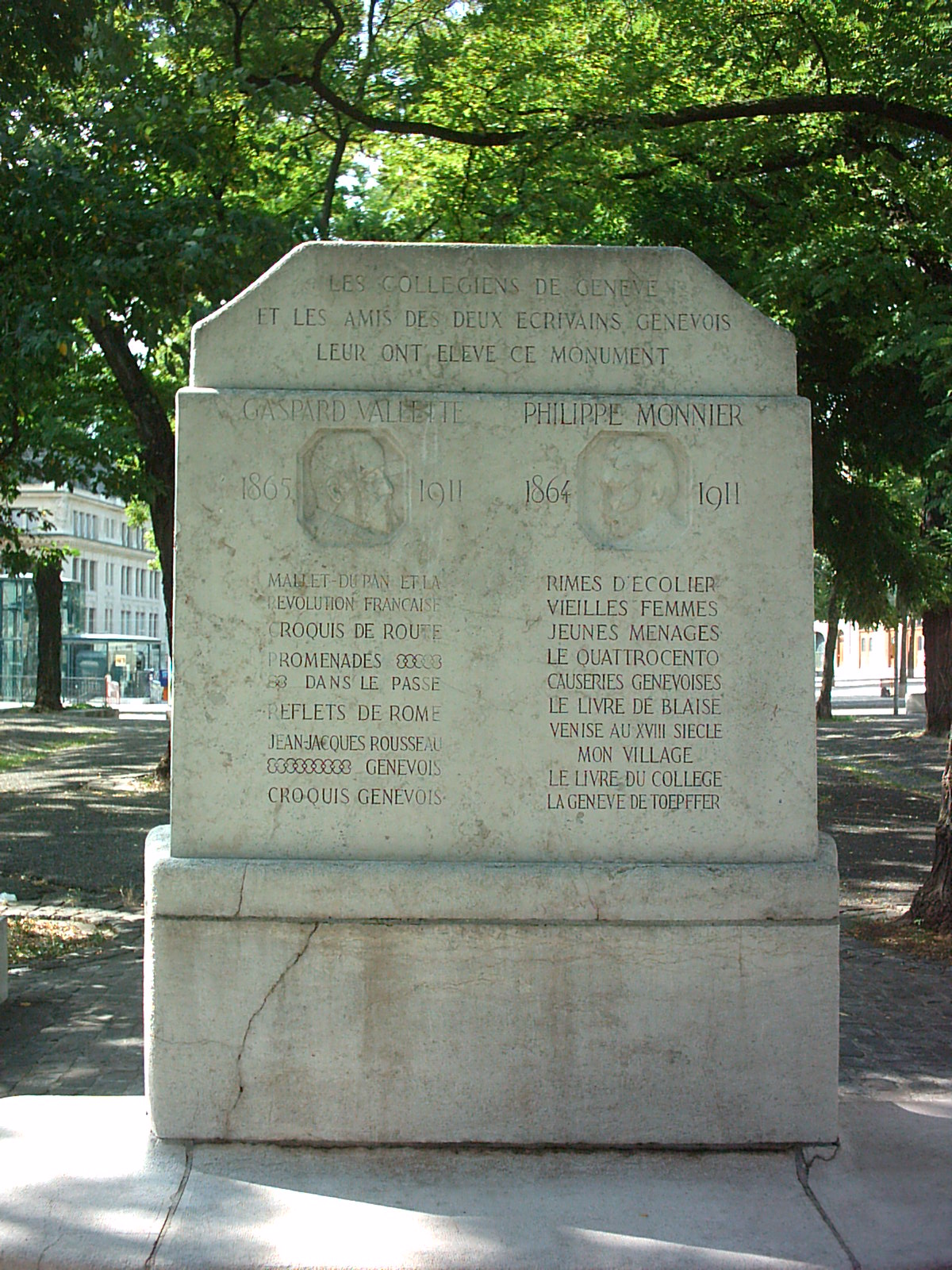
Monumentento dedicato agli scrittori di Ginevra Gaspard Vallette e Philippe Monnier

Figlio di Marc Monnier, uno scrittore in lingua francese nato in Italia ma trasferitosi a Ginevra, in Svizzera. Philippe Monnier studiò legge all'Università di Ginevra, laureandosi nel 1888. Divenne membro della Société d'Etudiants de Belles-Lettres già durante i suoi studi a Ginevra. Nel 1897 soggiornò a Parigi e a Firenze, dopo di che si stabilì con la famiglia a Cartigny nel Cantone di Ginevra.
Fu, come il padre, uno scrittore prolifico in lingua francese. Numerosi scritti e brevi saggi apparvero sulle riviste Bibliothèque universelle, La semaine littéraire e sui quotidiani liberali Journal de Genève e la Gazette de Lausanne. Le sue opere letterarie possono essere suddivisi in tre aree: 
- poesia: Rimes d'écolier (1891);
- racconti: Vieilles femmes (1895) e Jeunes ménages (1899); e
- saggi di storia e storia dell'arte riguardanti soprattutto Ginevra, sua città  natale, e l'Italia. Fra quelli riguardanti Ginevra si ricordano: Causeries Genevoises (1902, ristampa 1988), Le Livre de Blaise (1904, ristampa 1998), Mon village (1909, ristampa 1968) e La Genève de Töpffer (1914); tra quelli riguardanti l'Italia si  ricordano: Le Quattrocento (1901) e Venise au XVIIIe siècle (1907).

Nel 1909 ricevette la laurea honoris causa dall'Università di Ginevra.

## Opere (selezione)
- Les humanistes d'Italie et la Suisse du XV siècle
- Souvenirs de Kientzheim, Colmar: J.-B. Jung, 1888
- Vers bellettriens, Genève: Jules-Gme Fick, 1888
- Causeries genevoises, Genève: A. Jullien, 1902
- Vieilles femmes, Genève: A. Jullien, 1908
- La Genève de Töpffer, Genève: A. Jullien, 1914
- Le Quattrocento: essai sur l'histoire litteraire du XV siècle italien, Paris: Perrin et C.ie, 1924
- Jeunes ménages, Genève: J. Jullien et fils, 1926
- Mon village, Genève; J. Jullien, 1927
- Venise au XVIII siècle, Lausanne: Payot, 1907; Tallandier, 2009,  ISBN 978-2-84734-591-9; Bruxelles: Complexe, 2001, ISBN 2-87027-883-7
- Le livre de Blaise, Lausanne: Éditions Plaisir de Lire; Lausanne: Éditions L'Âge d'Homme, 1998, ISBN 2-8251-1177-5
- Introduction au Quattrocento, Bruxelles: Complexe, 1995, ISBN 2-87027-586-2